# Midden-Groningen
Midden-Groningen – miasto i gmina w prowincji Groningen, w Holandii. Według danych na rok 2021 miasto zamieszkiwało 60 726 osób, a gęstość zaludnienia wyniosła 216,9 os./km².

## Klimat
Klimat jest umiarkowany. Średnia temperatura wynosi 8 °C. Najcieplejszym miesiącem jest lipiec (17 °C), a najzimniejszym miesiącem jest luty (–2 °C).